# زودمربرگ
زودمربرگ (به آلمانی: Sudmerberg) یک منطقهٔ مسکونی در آلمان است که در گسلار واقع شده‌است.